# Homalium whitmeeanum
Homalium whitmeeanum är en videväxtart som beskrevs av Harold St.John. Homalium whitmeeanum ingår i släktet Homalium och familjen videväxter. Inga underarter finns listade i Catalogue of Life.